# Crossandra nobilis
Crossandra nobilis är en akantusväxtart som beskrevs av Raymond Benoist. Crossandra nobilis ingår i släktet Crossandra och familjen akantusväxter. Inga underarter finns listade i Catalogue of Life.